# 北海道を舞台とした作品一覧
北海道を舞台とした作品一覧（ほっかいどうをぶたいとしたさくひんいちらん）では、北海道内をモチーフあるいはロケーション地にした文芸・映画・テレビドラマ・漫画・アニメ・ゲーム等を記述する。

## 文芸
- 葵瞬一郎『オホーツク流氷殺人事件』
- 葵せきな 『生徒会の一存』
- 赤川次郎 『雪に消えた悪魔』
- 朝倉かすみ『田村はまだか』
- 浅田次郎 『わが心のジェニファー』
- 梓林太郎 『北海道雨竜殺人湿原』『稚内殺時旅情』『石狩川殺人事件』『北海道神威岬の殺人』
- 安部公房『榎本武揚』
- あべ弘士『クマと少年』
- 綾辻行人『黒猫館の殺人』
- 綾見洋介 『小さいそれがいるところ根室本線狩勝事件簿』
- 荒巻義雄 『要塞シリーズ』
- 有川浩 『旅猫リポート』『コロボックル絵物語』
- 有島武郎 『カインの末裔』『生れ出づる悩み』『小さき者へ』『星座』
- 安生正 『生存者ゼロ』
- 石森延男 『コタンの口笛』
- 伊園旬 『ブレイクスルー・トライアル』
- 伊藤整 『ある詩人の肖像』
- 乾ルカ『花が咲くとき』『明日の僕に風が吹く』
- 岩埼元郎、関根幸次『日本百名谷』
- 内田康夫 『小樽殺人事件』『札幌殺人事件』『氷雪の殺人』
- 大崎梢 『スノーフレーク』
- 太田紫織 『櫻子さんの足下には死体が埋まっている』『魔女は月曜日に嘘をつく』『昨日の僕が僕を殺す』『オークブリッジ邸の笑わない貴婦人』『涙雨の季節に蒐集家は、』『あしたはれたら死のう』『ホームズは北海道で怪異を嗤う』『銀河の森、オーロラの合唱』
- 大谷睦 『クラウドの城』
- 大森光章 『シャクシャイン戦記』
- 大佛次郎 『ごろつき船』
- 小野春夫 『エゾジカの原野』
- 恩田陸 『麦の海に沈む果実』
- 海冬レイジ『バクト!』
- 梶野悳三 『鰊漁場』『鷲は見ていた』
- 川上健一 『雨鱒の川』
- 河﨑秋子 『ともぐい』『愚か者の石』『清浄島』『締め殺しの樹』『土に贖う』『肉弾』『鯨の岬』『介護者D』『颶風の王』
- 川澄浩平『探偵は教室にいない』
- 川村たかし 『新十津川物語』
- 木谷恭介 『摩周湖殺人事件』『札幌時計台殺人事件』『函館殺人事件』『小樽運河殺人事件』『札幌薄野殺人事件』『釧路ぬさまい橋殺人事件』
- 鯨統一郎『小樽・カムイ鎮魂歌』
- 国木田独歩 『牛肉と馬鈴薯』『空知川の岸辺』
- 久保栄『火山灰地』
- 小林多喜二 『防雪林』『一九二八年三月十五日』『蟹工船』『工場細胞』『オルグ』『不在地主』『転形期の人々』『地区の人々』
- 小檜山博 『イタチ捕り』
- 佐川光晴 『二月』『八月』（短編集『静かな夜』所収）
- 桜庭一樹 『少女七竈と七人の可愛そうな大人』『私の男』
- 佐々木譲 『道警シリーズ』『駐在警官・川久保篤シリーズ』『ユニット』『武揚伝』
- 佐左木俊郎 『熊の出る開墾地』『喫煙癖』『恐怖城』
- 佐藤友哉 『鏡家サーガ』『灰色のダイエットコカコーラ』
- 佐藤泰志 『海炭市叙景』『そこのみにて光輝く』
- 椎名誠 『岳物語』
- 志賀直哉 『網走まで』
- 島田荘司 『斜め屋敷の犯罪』
- 小路幸也 『空を見上げる古い歌を口ずさむ』『札幌アンダーソングシリーズ』
- 白川道 『最も遠い銀河』
- 篠田真由美『はこだて櫻珈琲舎』

- 菅野雪虫 『チポロ』『ヤイレスーホ』
- 滝本竜彦 『ネガティブハッピー・チェーンソーエッヂ』
- 武田泰淳 『森と湖のまつり』『ひかりごけ』『石狩平野』
- 田中澄江『花の百名山』
- 谷村志穂 『海猫』『黒髪』
- 辻仁成 『海峡の光』
- 筒井康隆 『歌と饒舌の戦記』
- 津村秀介 『洞爺湖殺人事件』『定山渓・支笏湖殺人事件』『葡萄』
- 寺久保友哉『恋人たちの時刻』
- 戸川幸夫 『羆風』『オホーツク老人』
- 長嶋有 『猛スピードで母は』
- 中津文彦 『ほくと五稜郭殺人事件』『ねむろ風連湖殺人事件』
- 中山正男 『馬喰一代』『わが恋はリラの木蔭に』『無法者』
- 西村京太郎 『夜間飛行殺人事件』『北帰行殺人事件』『札幌着23時25分』『オホーツク殺人ルート』『最果てのブルートレイン 急行「天北」殺人事件』『函館駅殺人事件』『ミニ急行「ノサップ」殺人事件』『特急「北斗1号」殺人事件』『釧路・網走殺人ルート』『札幌駅殺人事件』『寝台特急「北斗星」殺人事件』『殺人はサヨナラ列車で』『青函特急殺人ルート』『「C62ニセコ」殺人事件』『宗谷本線殺人事件』『豪華特急トワイライト殺人事件』『スーパーとかち殺人事件』『北緯四三度からの死の予告』『哀しみの北廃止線』『十津川警部「友への挽歌」』『JR周遊殺人事件』『石狩川殺人事件』『東京－旭川殺人ルート』『殺意の青函トンネル』『寝台特急カシオペアを追え』『おおぞら3号殺人事件』『愛の伝説・釧路湿原』『十津川警部「ダブル誘拐」』『十津川警部 捜査行 北の事件簿』『十津川警部　五稜郭殺人事件』『十津川警部「生命（いのち）」』『知床 望郷の殺意』『小樽 北の墓標』『十津川警部 捜査行 恋と哀しみの北の大地』『十津川班捜査行 わが愛 知床に消えた女』『母の国から来た殺人者』『十津川警部捜査行 カシオペアスイートの客』『帰らざる街、小樽よ』
- 西村寿行 『魔獣』『黄金の犬』
- 乃南アサ 『地のはてから』
- 馳星周『淡雪記』『雪炎』『帰らずの海』
- 鳩沢佐美夫 『コタンに死す』『遠い足音』
- 葉山嘉樹 『海に生くる人々』
- 原田康子 『挽歌』
- 東直己 『流れる砂』
- 氷室冴子 『クララ白書』『アグネス白書』
- 深田久弥『日本百名山』
- 深津十一 『花工房ノンノの秘密　死をささやく青い花』
- 深谷忠記『札幌・鈴蘭伝説の殺人』『函館・芙蓉伝説の殺人』『札幌オホーツク逆転の殺人』『アリバイ特急+-の交叉』
- 船山馨 『蘆火野』
- 本庄陸男 『石狩川』
- 増田俊也 『シャトゥーン ヒグマの森』『七帝柔道記』『北海タイムス物語』
- 松本清張 『点と線』
- 三浦綾子 『氷点』『泥流地帯・続泥流地帯』『塩狩峠』『天北原野』『母』『銃口』
- 三島由紀夫 『夏子の冒険』
- 湊かなえ 『物語のおわり』
- 宮下奈都 『羊と鋼の森』
- 宮本百合子 『播州平野』
- 村上春樹 『羊をめぐる冒険』『ダンス・ダンス・ダンス』
- 村上龍 『希望の国のエクソダス』
- 村松友視 『海猫屋の客』
- 本岡類『大雪山牙と顎の殺人』
- 盛田隆二 『夜の果てまで』
- 八木圭一『北海道 オーロラ町の事件簿』
- 八木隆一郎『わが母は聖母なりき』
- 椰月美智子 『緑のなかで』
- 山村美紗『小樽地獄坂の殺人』
- 吉川英治 『函館病院』
- 吉村昭 『夜明けの雷鳴』『羆嵐』『赤い人』『破獄』
- 吉村達也『小樽「古代文字」の殺人』『地球岬の殺人』
- 吉屋信子 『地の果てまで』『海の極みまで』
- 若月彰 『乳房よ永遠なれ』
- 渡辺淳一 『阿寒に果つ』『氷紋』『リラ冷えの街』[1]

## 映画
- 熊の出る開墾地（1932年）
- 生命の冠（1936年）
- 良人の貞操（1937年）
- 若い人（1937年）
- 太陽の子（1938年）
- 田園交響楽（1938年）
- リボンを結ぶ夫人（1939年）
- 北海に叫ぶ武士（1940年）
- 北極光（1941年）
- 北方に鐘が鳴る（1943年）
- 火砲の響き（1943年）
- 北の三人（1945年）
- リラの花忘れじ（1947年）
- 若き日の血は燃えて（1947年）
- 愛よ星と共に（1947年）
- たそがれの密会（1948年）
- ジャコ萬と鐵（1949年）
- 魔の黄金（1950年）
- 熱泥池（1950年）
- ごろつき船（1950年）
- 愛と憎しみの彼方へ（1951年）
- 白痴（1951年）
- 馬喰一代（1951年）
- 續・馬喰一代（1952年）
- 私はシベリヤの捕虜だった（1952年）
- 曠野の誓い（1952年）
- 夏子の冒険（1953年）
- 女ひとり大地を行く（1953年）
- 蟹工船（1953年）
- 君の名は（1953年）
- わが恋はリラの木蔭に（1953年）
- 地の果てまで（1953年）
- 北海の虎（1953年）
- 無法者（1953年）
- ああ、洞爺丸（1954年）
- 幼きものは訴える（1955年）
- 生きとし生けるもの（1955年）
- 乳房よ永遠なれ（1955年）
- 北海の叛乱（1956年）
- 大地の侍（1956年）
- 挽歌（1957年）
- 喜びも悲しみも幾歳月（1957年）
- モダン道中 その恋待ったなし（1958年）
- 無鉄砲一代（1958年）
- 森と湖のまつり（1958年）
- 網走番外地（1959年）
- コタンの口笛（1959年）
- ギターを持った渡り鳥（1959年）
- 大草原の渡り鳥（1960年）
- 疾風小僧（1960年）
- 地の涯に生きるもの（1960年）
- 手錠にかけた恋（1960年）
- 口笛を吹く無宿者（1961年）
- 愛情の系譜（1961年）
- 北帰行より 渡り鳥北へ帰る（1962年）
- 大氷原（1962年）
- 香港の星（1962年）
- サムライの子（1963年）
- 死闘の伝説（1963年）
- 馬喰一代（1963年）
- 飢餓海峡（1964年）
- 大怪獣ガメラ（1965年）
- 網走番外地（シリーズ、1965年 - 1972年）
- 氷点（1966年）
- 北海の暴れ竜（1966年）
- ジェットF104脱出せよ（1968年）
- 積木の箱（1968年）
- 日本女侠伝　真赤な度胸花（1970年）
- 天北峠に挑む9600（1972年）
- 男はつらいよ　寅次郎忘れな草（1973年）
- 小林多喜二（1974年、監督：今井正）
- 樺太1945年夏 氷雪の門（1974年）
- 男はつらいよ　寅次郎相合い傘（1975年）
- トラック野郎・望郷一番星（1976年、東映 監督：鈴木則文）
- 幸福の黄色いハンカチ（1977年、松竹 監督：山田洋次）
- キタキツネ物語（1978年、製作：サンリオ、配給：東宝東和 監督：蔵原惟繕）
- 遙かなる山の呼び声 （1980年、松竹 監督：山田洋次）
- 影武者（1980年 監督：黒澤明）
- 男はつらいよ 寅次郎かもめ歌（1980年）
- ダンプ渡り鳥（1981年、東映監督：関本郁夫）
- 駅 STATION（1981年 監督：降旗康男、主演：高倉健）
- 居酒屋兆治（1983年 監督：降旗康男、主演：高倉健）
- 刑事物語2・りんごの詩（1983年）
- 南極物語（1983年）
- 男はつらいよ 夜霧にむせぶ寅次郎（1984年）
- 北の螢（1984年 監督：五社英雄、主演：仲代達矢）
- 雪の断章 -情熱-（1986年）
- 仮面ライダーBLACK（1987年）
- 男はつらいよ 知床慕情（1987年）
- いこかもどろか（1988年 監督：生野慈朗、主演：明石家さんま）
- 優駿 ORACION（1988年、フジテレビ 監督：杉田成道、主演：斉藤由貴）
- リボルバー（1988年、日活）
- リメインズ 美しき勇者たち（1990年 監督：千葉真一、主演：真田広之）
- BEST GUY（1990年 監督：村川透、主演：織田裕二）
- 仔鹿物語（1991年、製作：にっかつ撮影所・にっかつ・「仔鹿物語」映像文化機構 監督：澤田幸弘）
- 満月 MR.MOONLIGHT（1991年 監督：大森一樹、主演：原田知世、時任三郎）
- ゴジラvsキングギドラ（1991年）
- 雪のコンチェルト（1991年、松竹　主演：風間トオル） - ストーリーの後半から舞台が北海道に移る）
- 戦争と青春（1991年 監督：今井正）
- 阿寒に果つ（1992年）
- いつかギラギラする日（1992年）
- はるか、ノスタルジィ（1992年 監督：大林宣彦、主演：石田ひかり）
- ひかりごけ（1992年、主演：三國連太郎）
- REX 恐竜物語（1993年）
- オートバイ少女（1994年 原作：鈴木翁二、監督：あがた森魚、主演：石堂夏央）
- Love Letter（1995年）
- 爆走!ムーンエンジェル 北へ（1996年、東映 監督：山口和彦）
- モスラ（1996年）
- ガメラ2 レギオン襲来（1996年）
- 学校II（1996年 監督：山田洋次）
- コンタクト（1997年 原作：カール・セーガン） ※アメリカ映画
- 鉄道員（1999年 監督：降旗康男、主演：高倉健）
- GTO（1999年 監督：鈴木雅之）
- 白 THE WHITE（1999年 監督：平野勝之）
- ゴジラ2000 ミレニアム（1999年）
- 激走トラッカー伝説（松竹）
- man-hole（2001年 監督：鈴井貴之）
- パコダテ人（2002年、STV 主演：宮崎あおい）
- river（2003年 監督：鈴井貴之）
- 星に願いを。（2003年）
- 銀のエンゼル（2004年 監督：鈴井貴之）
- 天国の本屋〜恋火（2004年）
- 草の乱（2004年）
- 雨鱒の川（2004年）
- 時代を撃て・多喜二（2004年 監督：池田博穂）
- 名探偵コナン 銀翼の奇術師（2004年）
- 海猫（2004年 監督：森田芳光）
- 北の零年（2005年 監督：行定勲、主演：吉永小百合）
- 雪に願うこと（2005年 監督：根岸吉太郎、主演：伊勢谷友介）
- バッシング（2005年 監督：小林政広、主演：占部房子）
- シムソンズ（2006年 監督：佐藤祐市）
- 子ぎつねヘレン（2006年 監督：河野圭太）
- スマイル 聖夜の奇跡（2007年 監督：陣内孝則）
- Mayu -ココロの星-（2007年 監督：松浦雅子）
- Little DJ〜小さな恋の物語（2007年 監督：永田琴）
- うた魂♪（2008年 監督：田中誠）
- ガチ☆ボーイ（2008年 監督：小泉徳宏）
- 狙った恋の落とし方。（2008年 監督：馮小剛） ※中国映画
- 犬と私の10の約束（2008年 監督：本木克英）
- ハルフウェイ（2009年 監督：北川悦吏子）
- 恋極星（2009年 監督：AMIY MORI）
- わたし出すわ（2009年 監督：森田芳光）
- 奇跡の動物園〜旭山動物園物語〜（2009年 監督：マキノ雅彦）
- 笑う警官（2009年 監督：角川春樹）
- ウルルの森の物語（2009年 監督：長沼誠）
- ハナミズキ（2010年 監督：土井裕泰）
- 海炭市叙景（2010年 監督：熊切和嘉）
- 星守る犬（2011年 監督：瀧本智行）
- 探偵はBARにいる（2011年 監督：橋本一）
- しあわせのパン（2012年 監督：三島有紀子）
- 北のカナリアたち（2012年 監督：阪本順治）
- 映画 妖怪人間ベム（2012年 監督：狩山俊輔）
- 探偵はBARにいる2 ススキノ大交差点（2013年 監督：橋本一）
- じんじん（2013年 監督：山田大樹）
- 許されざる者（2013年 監督：李相日）
- 抱きしめたい -真実の物語-（2014年 監督：塩田明彦）
- 銀の匙 Silver Spoon（2014年 監督：吉田恵輔）
- そこのみにて光輝く（2014年 監督：呉美保）
- 野のなななのか（2014年 監督：大林宣彦）
- 私の男（2014年 監督：熊切和嘉）
- ぶどうのなみだ（2014年 監督：三島有紀子）
- 愛を積むひと（2015年 監督：朝原雄三）
- 日本で一番悪い奴ら（2016年 監督：白石和彌）
- 探偵はBARにいる3（2017年 監督：吉田照幸）
- PとJK（2017年 監督：廣木隆一）
- プリンシパル〜恋する私はヒロインですか?〜（2018年 監督：篠原哲雄）
- 虹色デイズ（2018年 監督：飯塚健）
- こんな夜更けにバナナかよ 愛しき実話（2018年 監督：前田哲）
- 羊と鋼の森（2018年 監督：橋本光二郎）
- そらのレストラン（2019年 監督：深川栄洋）
- ホテルローヤル（2020年 監督：武正晴）
- モルエラニの霧の中（2021年 監督：坪川拓史）
- キリエのうた（2023年 監督：岩井俊二）
- おしゃべりな写真館（2024年 監督：藤嘉行）
- 名探偵コナン 100万ドルの五稜星（2024年 監督：永岡智佳）
- 馬橇の花嫁（2024年 監督：逢坂芳郎）

## テレビドラマ
- 虫は死ね（1963年、北海道放送）
- 氷点（1966年、NET）
- 旅路（1967年、NHK）
- 原生花園 アンラコロの歌（1972年、TBS）[2]
- 北の家族（1973年、NHK）
- ウルトラマンレオ（1974年、TBS）
  - 第19話「よみがえる半魚人」
  - 第20話「ふしぎな子熊座の少年」
  - 第21話「北の果てに女神を見た!」
- うちのホンカン（1975年、HBC）
- 十字路（1978年、NHK） - 真駒内・当別町が舞台・ロケ地
- 獅子の時代（大河ドラマ）（1980年、NHK） - 箱館戦争や蝦夷共和国の描写あり・ロケ地
- 北の国から（1981年、フジテレビジョン）
- 激愛・三月までの…（1984年、TBS）
- 昨日、悲別で（1984年、日本テレビ）
- ロマンス（1984年、NHK）
- チョッちゃん（1987年、NHK）
- ハートカクテル ドラマスペシャル(1)ノックをしなかったサンタクロース（1987年、日本テレビ）
- 五稜郭（1988年、日本テレビ）
- 実録犯罪史シリーズ『危険な花嫁 札幌テレクラ殺人事件』（1991年、フジテレビ）
- 新十津川物語（1991年、NHK）
- チロルの挽歌（1992年、NHK）
- エトロフ遥かなり（1993年、NHK）
- 星の金貨（1995年、日本テレビ）
- いいひと。（1997年、フジテレビ）
- すずらん（1999年、NHK）
- 天国への階段（2002年、読売テレビ）
- 津軽海峡ミステリー航路（2002年～2009年、フジテレビ）
- ノースポイント（2003年、北海道文化放送）
- ヤンキー母校に帰る（2003年、TBS）
- 相棒season2　第15話『雪原の殺意』、16話『白い罠』（2004年、テレビ朝日）
- フリー女子アナの殺人リポート（2004年、テレビ朝日）
- 優しい時間（2005年、フジテレビ）
- 新選組!! 土方歳三 最期の一日（2006年、NHK）
- たった一度の雪 〜SAPPORO・1972年〜（2007年、北海道放送）
- 牛に願いを Love&Farm（2007年、関西テレビ・フジテレビ） - 美瑛町ほかでロケ
- 相棒season6新春スペシャル（第10話）『寝台特急カシオペア殺人事件』（2008年、テレビ朝日）
- おふくろ先生のゆうばり診療日記（2008年、毎日放送・TBS）
- 北海道警察（TBS）
- いのちのいろえんぴつ（2008年、テレビ朝日）
- 風のガーデン（2008年、フジテレビ）
- わが家の歴史（2009年、フジテレビ）
- Mother（2010年、日本テレビ）
- 南極大陸（2011年、TBS）
- 清き國ぞとあこがれぬ（2013年、北海道放送）
- マッサン（2014年、NHK）
- 不便な便利屋（2015年、テレビ東京）
- いつかこの恋を思い出してきっと泣いてしまう（2016年、フジテレビ）
- なつぞら（2019年、NHK総合）
- 永遠のニㇱパ 〜北海道と名付けた男 松浦武四郎〜（2019年、NHK総合）
- チャンネルはそのまま!（2019年、北海道テレビ放送）
- 鉄オタ道子、2万キロ　第1話・比羅夫駅『日本唯一の泊まれる駅へ』、7話・渡島沼尻駅『レトロ列車で秘境駅へ』（2022年、テレビ東京）
- 舞いあがれ!（2022年、NHK総合）
- PICU 小児集中治療室（2022年、フジテレビ）
- First Love 初恋（2022年、Netflix）
- 弁当屋さんのおもてなし（2023年、北海道テレビ放送）
- さよならのつづき（2024年、Netflix）

## 漫画
- あかね雲のうた - つのだじろう[3]
- あすなろかぞく - 松本ぷりっつ
- 青空エール - 河原和音
- いいひと。 - 高橋しん
- うしおととら - 藤田和日郎
- 牛のおっぱい - 菅原雅雪
- 牛娘の恋 - あうら聖児
- ウッシーとの日々 - はた万次郎
- 美味しんぼ
- 王道の狗 - 安彦良和
- 男の一枚 レッド・カード - 島本和彦
- 男の約束 - 山川純一
- 親なるもの 断崖 - 曽根富美子
- 北の土竜 - 石川サブロウ
- 君に届け - 椎名軽穂
- 極めてかもしだ - 山本直樹
- 麒麟館グラフィティー - 吉村明美
- 金田一少年の事件簿（雪夜叉伝説殺人事件、異人館ホテル殺人事件、魔術列車殺人事件、露西亜人形殺人事件など） - 原作：金成陽三郎 原案：天樹征丸 漫画：さとうふみや
- 銀の匙 Silver Spoon - 荒川弘
- クマ撃ちの女 - 安島薮太[4]
- 熊祭の乙女 - つげ義春[5]
- 高校デビュー - 河原和音
- ゴールデンカムイ - 野田サトル
- ごきチャ - るい・たまち
- ごめんねBボーイ - 山本直樹
- サーバント×サービス - 高津カリノ
- 最終兵器彼女 - 高橋しん
- サイボーグクロちゃん - 横内なおき（アニメ版では桜町が北海道にあるという設定はない）
- さすらいアフロ田中
- 札幌乙女ごはん。 - 松本あやか
- シャーマンキング - 武井宏之
- じゃじゃ馬グルーミン★UP! - ゆうきまさみ
- シュマリ - 手塚治虫
- 素敵な彼氏 - 河原和音
- スナックバス江 - フォビドゥン澁川
- スピナマラダ! - 野田サトル
- スミレはブルー - 小畑友紀
- そふてにっ - あづち涼
- 空の昴 - 本島幸久
- タコピーの原罪 - タイザン5
- チャンネルはそのまま! - 佐々木倫子
- 知里幸恵とアイヌ - ひきの真二、ストーリー：三条和都[6]
- 月館の殺人 - 佐々木倫子、原作：綾辻行人
- テセウスの船 - 東元俊哉
- 東京大学物語 - 江川達也
- 動物のお医者さん - 佐々木倫子
- 十勝ひとりぼっち農園 - 横山裕二
- 道産子ギャルはなまらめんこい -伊科田海
- 中空知防衛軍 - あさりよしとお
- 菜々子さん的な日常 - 瓦敬助
- 七帝柔道記 - 一丸、原作：増田俊也
- 波よ聞いてくれ - 沙村広明
- 虹色デイズ - 水野美波
- N.Y.小町 - 大和和紀
- 這いよれ! ニャル子さん - 逢空万太
- ばくおん!! - おりもとみまな
- はっぱ64 - 山本直樹
- バトルオーバー北海道 - 小林源文
- ハルコロ - 石坂啓、原作：本多勝一、監修：萱野茂
- はじまりのにいな - 水森暦
- はっぴーえんど - 魚戸おさむ[7]
- 薔薇のために - 吉村明美
- ひとひらの恋が降る - やぶうち優
- 火の山 - 手塚治虫
- 百姓貴族 - 荒川弘
- 蕗のお便り - 菅原雅雪
- ファミコンランナー高橋名人物語 - 河合一慶
- プリティフェイス - 叶恭弘
- 僕等がいた - 小畑友紀
- 僕だけがいない街 - 三部けい
- 星の瞳のシルエット - 柊あおい
- 星降るまきば! - 友藤結
- 炎の転校生（ナウマン学園） - 島本和彦
- みどりのマキバオー - つの丸
- みんなののりちゃん - あうら聖児
- 名探偵コナン（上野発北斗星3号）
- メーカー非公式 初音みっくす - KEI
- 女神の里 - あうら聖児
- 女神の降る里 - あうら聖児
- 燃えよペン、吼えろペン、新吼えろペン - 島本和彦
- 妖精事件 - 高河ゆん
- ラブひな - 赤松健
- WORKING!!、WORKING!! (WEB版) - 高津カリノ

## テレビアニメ
- アルゴナビス from BanG Dream! - 函館市、札幌市
- AIR (ゲーム)
- 美味しんぼ
- 思い出のマーニー - 釧路湿原
- Kanon（TVアニメ第2作） - 札幌市。
- 北へ。〜Diamond Dust Drops〜 - 札幌市、旭川市、北見市、帯広市
- 君に届け - 羽幌町
- 銀河機攻隊 マジェスティックプリンス
- 銀の匙 Silver Spoon - 帯広市
- 雲のむこう、約束の場所
- ゴールデンカムイ
- コロポックル
- サーバント×サービス - 札幌市。白石区ほか。
- 最終兵器彼女 - 小樽市。
- 櫻子さんの足下には死体が埋まっている - 旭川市。
- 雑居時代
- 邪神ちゃんドロップキック - 2期SP回 千歳編（千歳市）、3期第5回釧路編（釧路市）、3期第6回帯広編（帯広市）、3期第9回富良野編（富良野市）
- SHUFFLE! - 札幌市がモデル[信頼性要検証]。第二話のシアとの再会の回想シーンなどで札幌駅南口などが登場。
- 獣神ライガー
- 生徒会の一存 - 札幌市。札幌駅南口、札幌ドームなどが登場。作中で登場人物が度々「道産子」、「内地」など北海道で使われる用語を使用している。
- センコロール
- そふてにっ
- 天体のメソッド - 洞爺湖町及び札幌市。洞爺湖温泉や洞爺湖、北海道庁旧本庁舎や札幌駅北口が登場。
- チロヌップのきつね
- 無敵王トライゼノン
- 道産子ギャルはなまらめんこい - 北見市
- 波よ聞いてくれ - 札幌市。
- 虹色デイズ
- ノエイン もうひとりの君へ
- 這いよれ! ニャル子さん - 札幌市。アニメで札幌時計台やアニメイト札幌店に酷似した施設などが登場。
- 幕末機関説 いろはにほへと
- バトルアスリーテス大運動会
- バビル2世
- フィギュア17 つばさ&ヒカル
- フランチェスカ (アニメ)
- 僕だけがいない街
- 僕等がいた
- 魔法遣いに大切なこと 〜夏のソラ〜
- 妖精王
- 夜ノヤッターマン
- ラーゼフォン
- WORKING!! - 札幌市、定山渓温泉。

## ゲーム
- アストラエアの白き永遠 - 札幌市及び東京都内がモデル[要出典]。札幌時計台が公式サイトのあらすじ紹介ページの背景に描かれているほか、札幌駅（南口）の駅舎や東京スカイツリーが本編で登場している。
- あめいろの季節 - 札幌市。桑園駅周辺。
- 北へ。
- 北へ。〜Diamond Dust Drops〜
- 銀色、遥か - 「最北の政令指定都市」を舞台としており[8]、本編の背景に札幌市内各所が登場している。
- SHUFFLE! - 札幌市がモデル。札幌駅南口が登場するほか、共通ルートで主人公の土見稟がヒロインの一人の芙蓉楓をお姫様抱っこするシーンの立ち絵で楓がきららと書かれた米袋を抱えていたり、芙蓉家のリビングでの神王と魔王たちの宴会シーンでサッポロビールと同じ黒字に星マークのラベルがついた缶ビールが置かれている、駅前の信号が縦型であるなど、北海道を彷彿させる描写があるが、『essense＋』の桜ルートで登場する伝言板の連絡事項に「県大会」の文字がある[独自研究?]。
- 月陽炎 - 岩内町にある岩内神社が舞台のモデル[要出典]。
- 風雨来記
- HITMAN（ヒットマン）
- ひまわり (Regrips)
- ぼくのなつやすみ3 -北国篇- 小さなボクの大草原
- 星空のメモリア - 小樽市。小樽駅や小樽運河などが登場。
- 北海道連鎖殺人 オホーツクに消ゆ
- 雪桜
- Remember11 -the age of infinity-
- Railway 〜ここにある夢〜

## ラジオドラマ
- 嘘か真か（NHK-FM 青春アドベンチャー）
- 熊嵐（TBSラジオ）
- 黒髪（NHK-AM 新日曜名作座）
- さよならコロポックル（NHK-FM FMシアター）
- 漆黒に落ちる（NHK-FM、FMシアター）
- 旅猫リポート（NHK-FM青春アドベチャー）
- 飛べ昆布ステップジャンプ（NHK-FM FMシアター）
- 七帝柔道記（NHK-FM 青春アドベンチャー）
- 武陽伝　（NHK-FM　青春アドベンチャー）
- R（ルート）36（NHK-FM FMシアター）
- わが心のジェニファー（NHK-FM　特集オーディオドラマ）

## 音楽
道が定める「北海道民のうた」については「光あふれて」（他2曲）を、札幌市の「市民の歌」を始め道内各市町村が公的に定める市町村歌については北海道の市町村歌一覧を参照。
- 詢子のソーラン祭り - 石原詢子の楽曲。YOSAKOIソーラン祭りをテーマにしている。
- 函館の女 - 北島三郎の楽曲。
- 北海道唱歌
  - 『鉄道唱歌』の作詞者である大和田建樹が1906年に、北海道の鉄道路線を歌ったもの。1番と2番は以下のように、当時の北海道をイメージを示すものとなっている。

1.千里の林万里の野 四面は海に囲まれて わが帝国の無尽庫と 世に名ざさるる北海道
2.四月に雪の消えしより 夏まで春の花さきて わが帝国の楽園と 人に呼ばるる北海道
- 都ぞ弥生
  - 北海道大学恵迪寮の明治45年（1912年）寮歌。作曲は赤木顕次、作詞は横山芳介。北海道の春夏秋冬が歌われている。この他、恵迪寮では1907年から毎年寮歌の新作を続けており（2018年現在）、100曲を超える歌の中には北海道を歌ったものがいくつか存在する[9]。恵迪寮#寮歌も参照のこと。

## その他のテレビ番組・映像作品
- 今日限りの汽笛 D51947 （1971年）
- 1×8いこうよ!（バラエティー）
- イカナイバネ（バラエティー・ドキュメンタリー）
- いばらのもり（バラエティー）
- えきニジ
- おにぎりあたためますか（バラエティー）
- 水曜どうでしょう（バラエティー）
- にっぽん百名山（紀行）
- ハナタレナックス（バラエティー）
- ブギウギ専務（バラエティー）